# 旧電気試験所広島出張所
旧逓信省電気試験所広島出張所（きゅうていしんしょうでんきしけんじょひろしましゅっちょうしょ）は、かつて広島県広島市三篠町（現西区）にあった電気計器の検定・検査・校正を行なっていた逓信省の施設。
貴重な被爆建物及び逓信建築であったが、2012年現在解体され、跡地はフジが運営するスーパーになった。

## 概要
横川駅北側、国道183号東側に位置した。1937年（昭和12年）に逓信省電気試験所広島出張所として開所、戦後は日本電気計器検定所の中国支社として用いられていた。建物自体は中国電力のグループ企業である中国企業が所有管理していた。
鉄筋コンクリート構造2階建で設計は山田守。戦後も現存していた被爆建物の一つであった。

## 来歴
1937年（昭和12年）2月、全国5番目の逓信省電気試験所の出張所として開所した。外壁四方を白色の釉かけモザイクタイル処理が施され、当時としては珍しい冷暖房が完備されていた、モダンな建物だった。
敷地内には逓信省広島中央電話局西分局（現NTT西日本十日市ビル）の横川従局が置かれていた。太平洋戦争中はその白い外観が空襲の目標とならないよう、灰色に塗られた。
1945年（昭和20年）8月6日広島市への原子爆弾投下により被爆。ここは爆心地から約1.79kmに位置した。爆風により爆心地方向である南側窓は破損し外面のタイルも剥がれ落ちたが、建物自体は倒壊をまぬがれた。計測器など精密機器は予め疎開させていたため無事だった。当時構内に置かれていた西分局横川従局は、木造のため全壊した。職員のみならず学徒動員で来ていた県立広島工業学校（現広島県立広島工業高等学校）生徒も被爆し、職員2人学徒2人が死亡、職員18人学徒6人が重軽傷を負う。
終戦後すぐに業務を再開、翌1946年（昭和21年）中国配電（のちの中国電力）が建物を補修、1949年（昭和24年）大規模補修を行った。
1965年（昭和40年）電気試験業務を日本電気計器検定所が引継ぎ「広島試験所」となり、2001年（平成13年）に「中国支社」に名称変更した。
2011年（平成23年）2月14日 日本電気計器検定所中国支社は広島市西区中広町に移転、これに伴い取り壊しが決定し、同年10月8日建物の解体工事が開始された。

## 参考資料
- 被爆建造物調査研究会『被爆50周年 ヒロシマの被爆建造物は語る-未来への記録』広島平和記念資料館、1996年。
- 広島市『広島原爆戦災誌』（PDF）（改良版）、2005年（原著1971年）。オリジナルの2013年12月3日時点におけるアーカイブ。2012年8月11日閲覧。
- “ヒロシマを探そう”. NHK広島放送局 2012年8月11日閲覧。